# Sextonia rubra
Sextonia rubra là loài thực vật có hoa trong họ Nguyệt quế. Loài này được (Mez) van der Werff miêu tả khoa học đầu tiên năm 1997 publ. 1998.